# (2020) Ukko
(2020) Ukko (1936 FR) – planetoida z pasa głównego asteroid okrążająca Słońce w ciągu 5,25 lat w średniej odległości 3,02 au. Odkryta 18 marca 1936 roku.